# Bienne (rivière)
Pour les articles homonymes, voir Bienne (homonymie).
La Bienne est une rivière française du massif du Jura qui coule dans les départements du Jura (Bourgogne-Franche-Comté), et de l'Ain (Auvergne-Rhône-Alpes). C'est un important affluent de l'Ain, donc un sous-affluent du Rhône.

## Géographie

### Parcours
De 68,8 km de longueur, la Bienne prend sa source sur le flanc oriental de la combe du mont Fier à environ 1 085 m d'altitude, à proximité du GR 9, sur le territoire de la commune de Prémanon. Elle s'appelle alors la Biennette. Mais ce n'est pas la seule source, car la Bienne est également alimentée par la rivière du Bief de la Chaille qui naît vers le complexe de saut à ski des Tuffes.
Au pont du lieu-dit « les Rivières », en amont de Morez, les deux cours d'eau se rejoignent pour former la Bienne.
La rivière se dirige vers le nord-nord-est sur 4 km, puis se dirige vers le nord pour traverser la ville de Morez au fond d'une cluse profonde de plus de 300 m. Après la ville jurassienne, le cours bifurque vers le sud-ouest en circulant au fond des gorges de la Bienne sur une vingtaine de kilomètres, puis se dirige vers le sud au niveau de Valfin-lès-Saint-Claude sur plus de 8 km jusqu'à la ville de Saint-Claude. Après sa confluence avec le Tacon, elle bifurque vers l'ouest jusqu'à Lavans-lès-Saint-Claude où elle se dirige vers l'ouest-sud-ouest, puis vers le sud-sud-ouest à partir de Jeurre jusqu'à Dortan où elle bifurque vers le nord-nord-ouest pour rejoindre le lac de Coiselet où elle afflue dans l'Ain.

### Communes traversées
Prémanon, Les Rousses, Hauts de Bienne, Morbier, Longchaumois, Nanchez, La Rixouse, Saint-Claude, Lavans-lès-Saint-Claude, Chassal-Molinges, Vaux-lès-Saint-Claude, Jeurre, Lavancia-Epercy, Dortan et Chancia.

### Bassin versant
La Bienne traverse cinq zone hydrographiques V240, V241, V242, V243, V244 pour 791 km2 de superficie. Ce bassin versant est constitué à 72,65 % de « forêts et milieux semi-naturels », à 22,12 % de « territoires agricoles », à 3,68 % de « territoires artificialisés », à 1,16 % de « zones humides », à 0,38 % de « surfaces en eau ».

### Organisme gestionnaire
L'organisme gestionnaire est le syndicat mixte du parc naturel régional du Haut-Jura.

## Affluents
La Bienne a dix-sept affluents référencés :
- le Bief de la Chaille, (rd[note 1]), 6 km sur les deux communes des Rousses (source) et Prémanon (confluence) sans affluent.
- l'Evalude, 7 km sans affluent.
- le Bief du Château, 1 km sans affluent.
- le ruisseau de Pissevieille, 9 km sans affluent.
- le ruisseau de la Foulasse, 1 km sans affluent
- la Blénière, 5 km sans affluent.
- le ruisseau de l'Abîme, 4 km sans affluent.
- le Tacon, 17 km avec deux affluents et de rang de Strahler trois.
- le Lison, 14 km avec un affluent et de rang de Strahler deux.
- le Bief de l'Ours, 2 km avec un affluent et de rang de Strahler deux.
- le Longviry, 13 km avec deux affluents et de rang de Strahler quatre.
- le ruisseau du Chaumieux, (rg), 2 km sur les deux communes de Rogna (source) et Vaux-lès-Saint-Claude (confluence), sans affluent.
- le ruisseau des Gorges, 3 km avec un affluent et de rang de Strahler deux.
- le Bief de Creuse, 1 km sans affluent.
- le ruisseau d'Héria, 8 km sans affluent.
- le Merdanson, 12 km avec quatre affluents et de rang de Strahler deux.
- le Bief des Arcets 4 km sans affluent

### Rang de Strahler
Donc le rang de Strahler de la Bienne est de cinq par le Longviry.

## Hydrologie
La Bienne est le plus important affluent de l'Ain. le régime hydrologique de la Bienne est dit nivo-pluvial.

### La Bienne à Jeurre
Son débit a été observé durant une période de 42 ans (1971-2012), à Jeurre, localité du département du Jura, située à peu de distance de son confluent avec l'Ain. À cet endroit le bassin versant de la rivière est de 650 km2 sur un total de plus ou moins 700 pour l'ensemble du bassin, soit plus de 90 % de la totalité.
Le module de la rivière à Jeurre est de 30,0 m3/s.
La Bienne présente des fluctuations saisonnières de débit pas trop importantes. Les hautes eaux se déroulent de l'automne au début du printemps et se caractérisent par des débits mensuels moyens de 30 à 44,2 m3/s, d'octobre à mai inclus. L'on peut y distinguer deux maxima ; le premier en décembre, le second, correspondant à la fonte des neiges, au printemps, en mars et en avril. Les basses eaux ont lieu en été, de juin à septembre, avec une baisse du débit moyen mensuel allant jusqu'au niveau de 11,1 m3/s au mois d'août. Mais au-delà de ce rythme saisonnier, il existe des fluctuations beaucoup plus amples sur de plus courtes périodes, comme en témoignent de fortes crues périodiques et des étiages très déprimés.

### Étiage ou basses eaux
Le VCN3 peut chuter jusque 1,3 m3/s, en cas de quinquennale sèche, ce qui est très bas, sans être réellement sévère.

### Crues
D'autre part les crues peuvent être fort importantes. En effet, le débit instantané maximal enregistré a été de 822 m3/s le 22 décembre 1991, tandis que la valeur journalière maximale était de 680 m3/s le 15 février 1990. Les QIX 2 et QIX 5 valent respectivement 400 et 520 m3/s. Le QIX 10 est de 590 m3/s et le QIX 20 de 660 m3/s. Quant au QIX 50, il est de 760 m3/s, soit plus des trois quarts de celui de l'Yonne par exemple, rivière pourtant réputée pour ses excès. Le débit de 822 m3/s relevé en 1991 était supérieur au QIX 50 de la rivière et constituait sans doute le pic d'une crue centennale.
À titre de comparaison, le QIX 10 de la Marne à Gournay-sur-Marne, à l'entrée de Paris, vaut 510 m3/s, tandis que son QIX 50 est de 650 m3/s. Ainsi les crues de cette rivière enfermée dans un très petit bassin sont supérieures à celles de la Marne à Paris.

### Lame d'eau et débit spécifique
La lame d'eau écoulée dans le bassin de la Bienne est de 1 460 millimètres annuellement, ce qui est parmi les plus élevés relevés en France, et également très supérieur à celle de l'ensemble du bassin versant du Rhône (670 millimètres par an à Valence pour une superficie de bassin de 66 450 km2). Le débit spécifique (ou Qsp) atteint 46,2 litres par seconde et par kilomètre carré de bassin.

## Aménagements et écologie

### Pollutions sédimentaires
Une étude scientifique, commanditée par le parc naturel régional du Haut-Jura et finalisée en 2021, a été réalisée afin de mieux comprendre les pollutions sédimentaires de la Bienne. 7 stations de suivi entre Morez et Dortan sur la période 2018-2020 ont permis de déterminer qu'il existe des stocks non négligeables de polluants anciens dans les berges de la Bienne et que ces polluants rejoignent la rivière au gré des crues et ont un impact fort sur les organismes aquatiques.

### Poissons
La Bienne était un cours d'eau poissonneux où se pêchait la truite (truite fario en particulier), l'ombre commun, le vairon, la loche et rarement le chevesne.
Depuis 2012, la rivière a connu deux épisodes de mortalité. La première en 2011-2012 où de nombreuses truites mortes avaient été repêchées à la centrale de Lavancia. La deuxième, plus importante que la première a eu lieu en 2016-2017. Dès l'ouverture, de nombreuses truites malades et mortes ont pu être observées.
En 2019, il est de nouveau possible de pêcher sur ce cours d'eau, mais les populations de poissons restent très faibles et fragiles.

## Galerie photo

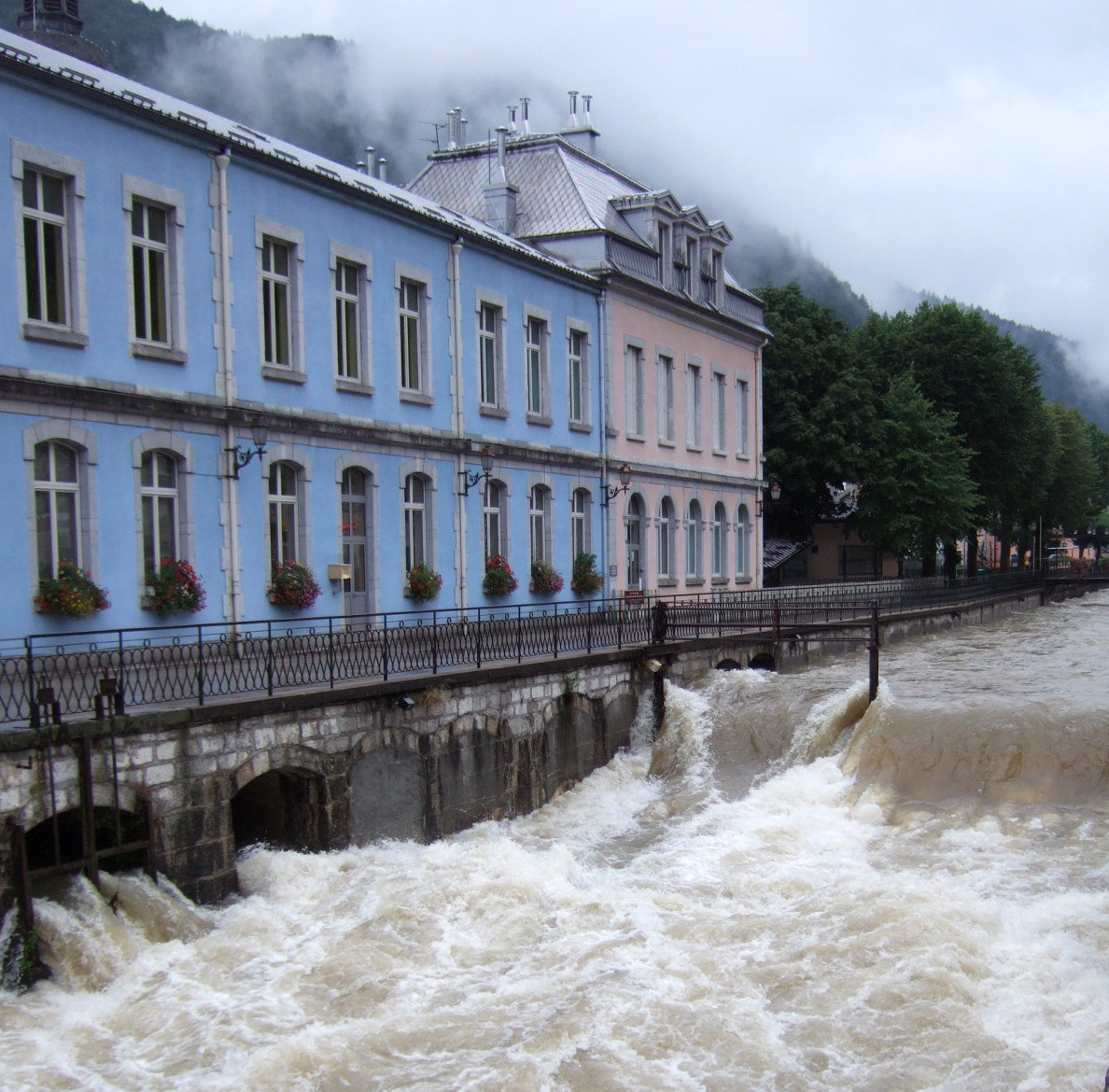
La Bienne en crue à Morez.
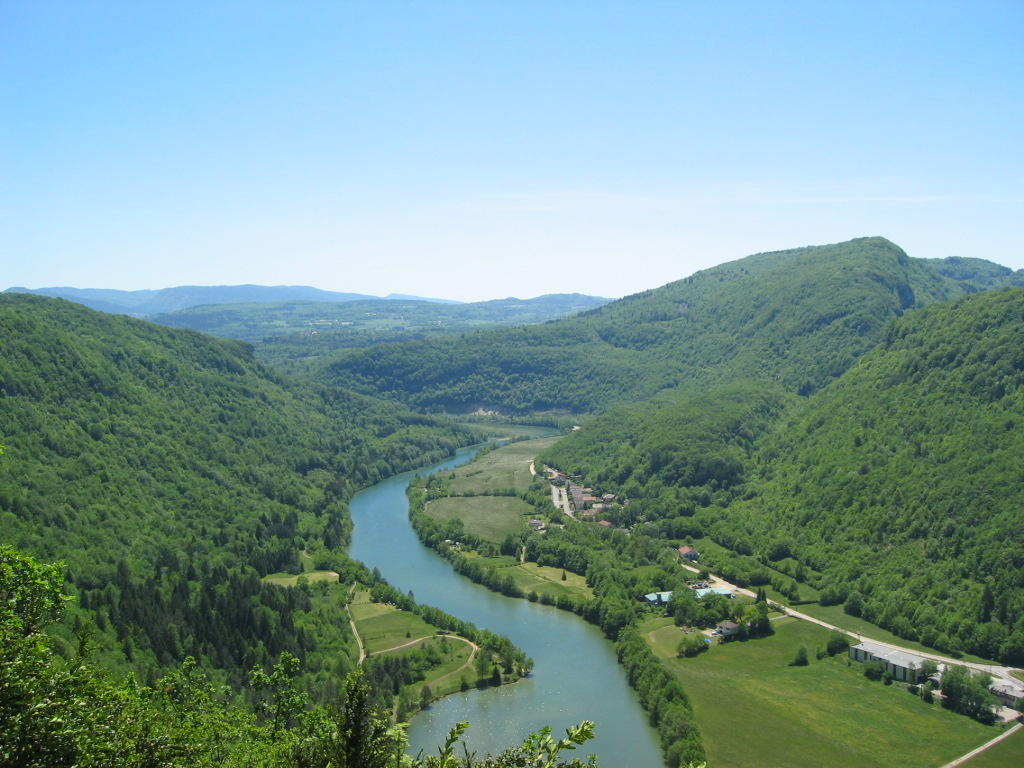
La Bienne en aval de Dortan.
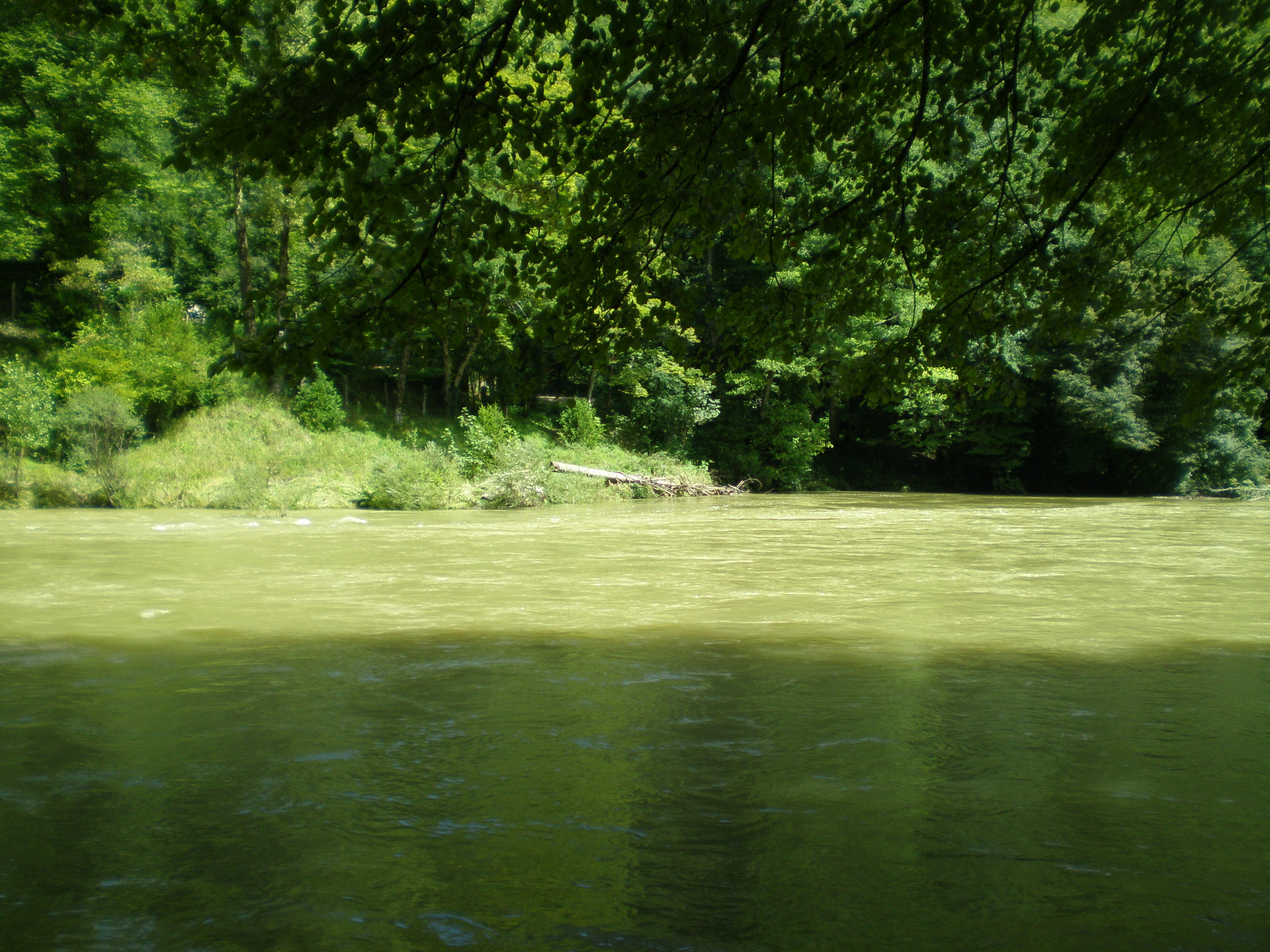
La Bienne en crue (250 m3/s) au lieu-dit le Gour au Moines à Vaux-lès-Saint-Claude).
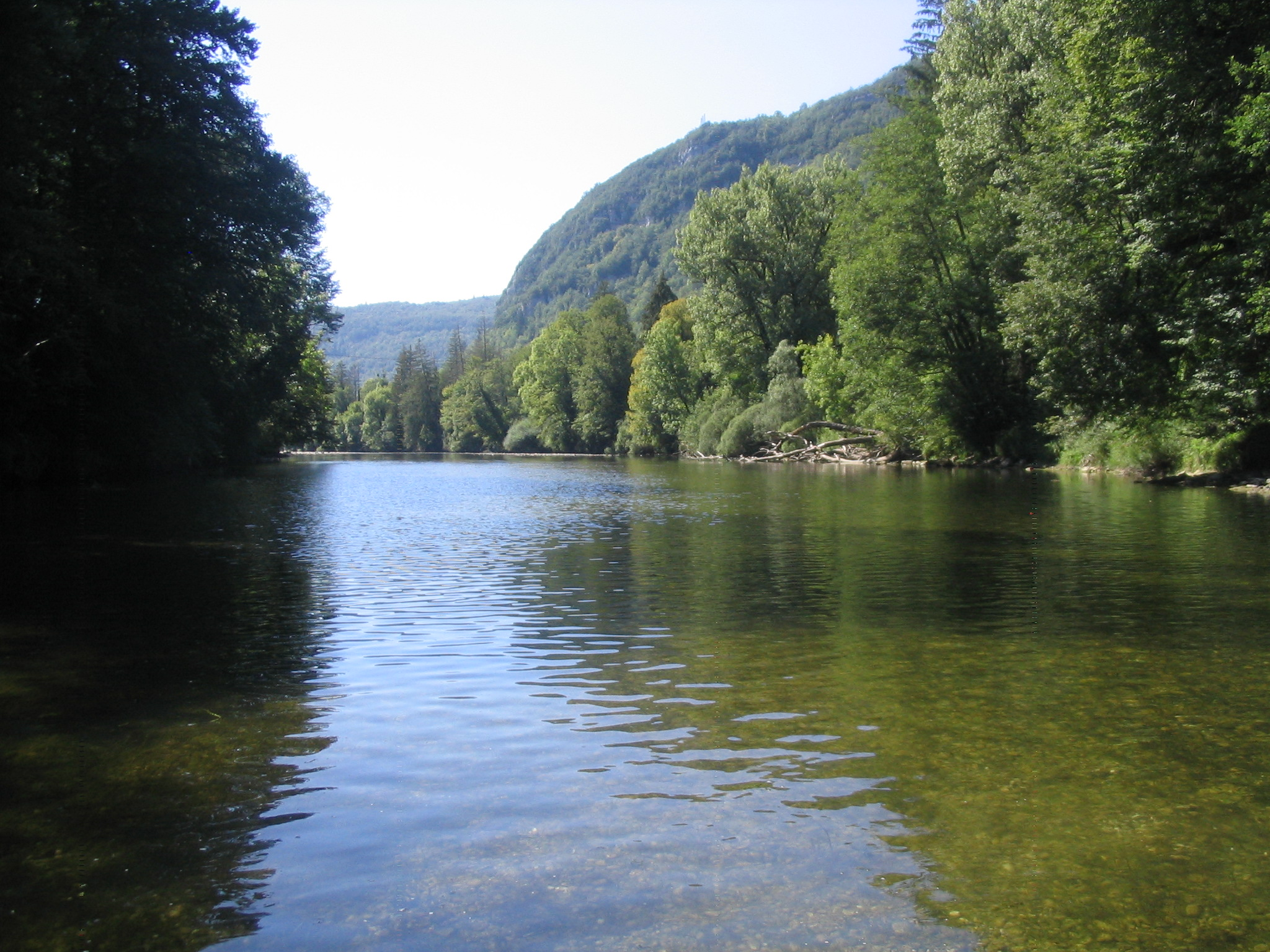
La Bienne en aval au lieu-dit Plana à Vaux-lès-Saint-Claude.
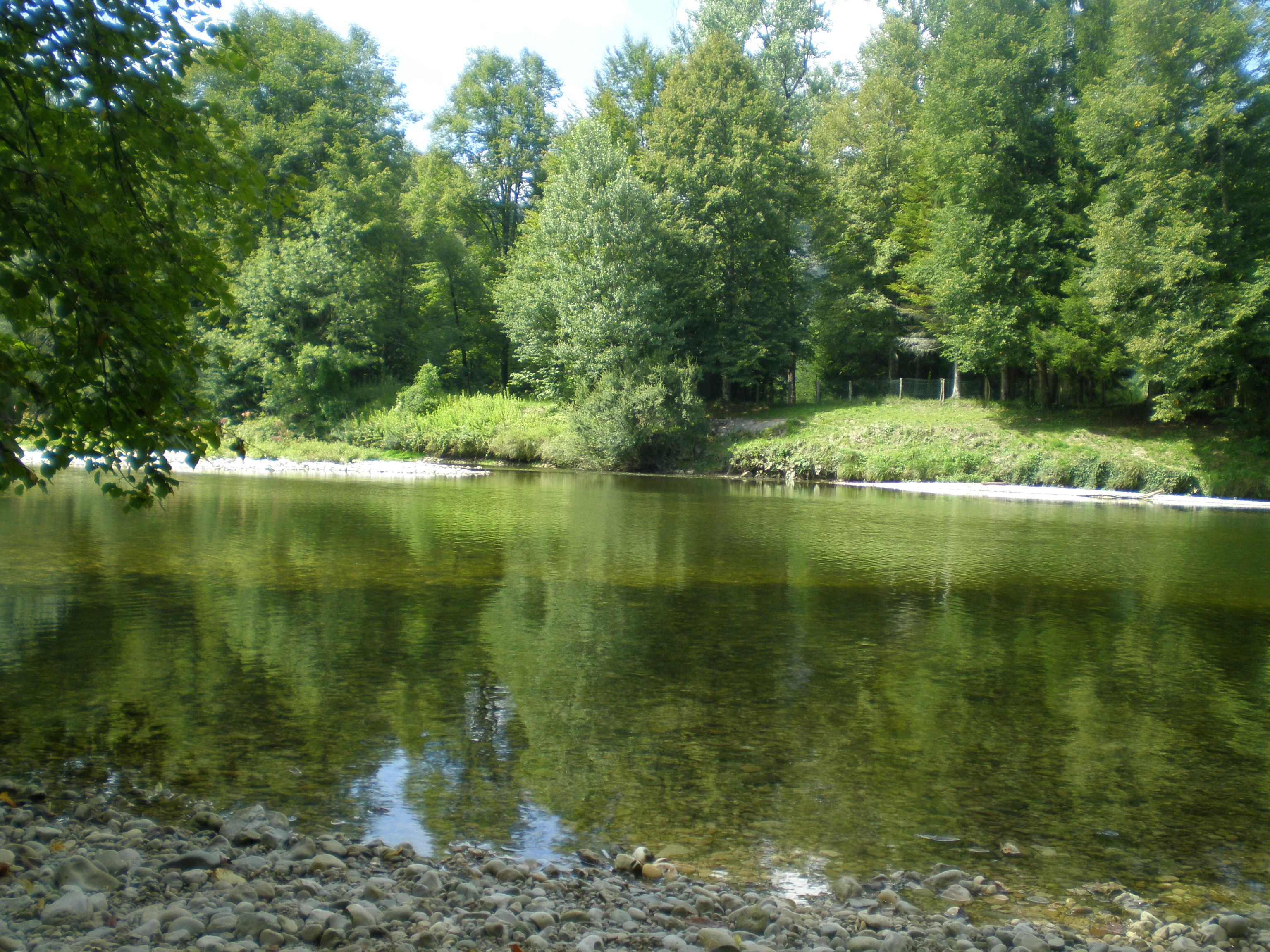
La Bienne au lieu-dit le Gour au Moines à Vaux-lès-Saint-Claude.